# Цветков, Николай Леонидович
Николай Леонидович Цветков (1 марта 1964, Нижний Тагил, Свердловская область, СССР) — советский и российский футболист, играл на позиции защитника.

## Карьера
Воспитанник клуба «Уралец», в котором и начинал взрослую карьеру в 1981 году. Однако в первый сезон официальных матчей за клуб не провёл. В 1985 году также выступал за клуб «Высокогорец» из Нижнего Тагила в соревнованиях КФК. В 1990 году играл за уфимский клуб «Гастелло», но уже через год вернулся в «Уралец». После распада СССР перебрался в «Уралмаш», за который в высшей лиге дебютировал 2 августа 1992 года в выездном матче 18-го тура против ставропольского «Динамо», выйдя на 82-й минуте встречи на замену Игорю Ткаченко. В 1993 году вернулся в «Уралец», за который играл до 1999 года, где и завершил профессиональную карьеру. В 2002 году выступал за любительский клуб «Металлург» (Нижняя Салда).
Всего в составе «Уральца» сыграл более 430 матчей в первенствах СССР и России.